# Alfred James Jolson
Alfred James Jolson (Bridgeport, 18 giugno 1928 – Pittsburgh, 21 marzo 1994) è stato un vescovo cattolico statunitense.

## Biografia
Monsignor Alfred James Jolson nacque a Bridgeport il 18 giugno 1928 da Alfred James Jolson e Justine Elizabeth (nata Houlihan). Suo nonno, Gudmundur Hjaltasen, nativo dell'Islanda, emigrò negli Stati Uniti nel 1905.

### Formazione e ministero sacerdotale
Nel 1946 si diplomò alla Fairfield College Preparatory School. Quell'anno entrò nella provincia del New England della Compagnia di Gesù. Studiò a Shadowbrook, a Lenox, Massachusetts, e successivamente al Weston College, dove conseguì i diplomi di Bachelor of Arts e Master of Arts.
Il 14 giugno 1958 fu ordinato presbitero da monsignor Richard James Cushing.
Conseguì un master in business administration alla Harvard Business School; è l'unico laureato della scuola ad aver raggiunto il grado di vescovo. Divenne quindi docente all'Università Al-Hikma di Baghdad, in Iraq, un'istituzione recentemente fondata dai gesuiti iracheni. Nell'ateneo ricoprì l'incarico di preside della divisione aziendale e tenne i corsi di amministrazione del personale e gestione industriale. Nel 1964 ritornò al Boston College dove divenne presidente del programma SOS Honors e lavorò come preside per un anno. Durante questo periodo fu direttore della Camera di commercio di Newton.
Nel 1967 fu inviato a Roma per studiare alla Pontificia Università Gregoriana. Nel 1970 conseguì il dottorato in sociologia. In seguito venne assegnato all'Università della Rhodesia a Salisbury dove per sei anni fu professore incaricato presso la scuola di assistenza sociale e membro della commissione esaminatrice dell'ateneo. Fu anche insegnante di religione nel St. George's College e nella Churchill School, entrambi a Salisbury. Richiamato negli Stati Uniti nel 1976, per dieci anni fu professore associato di economia aziendale alla St. Joseph's University di Filadelfia. Dal 1986 alla nomina episcopale fu professore di economia alla Wheeling Jesuit University.

### Ministero episcopale
Il 12 dicembre 1987 papa Giovanni Paolo II lo nominò vescovo di Reykjavík. Ricevette l'ordinazione episcopale il 6 febbraio successivo nella cattedrale di Cristo Re di Reykjavík dal cardinale John Joseph O'Connor, arcivescovo metropolita di New York, co-consacranti il vescovo di Helsinki Paul Verschuren e quello di Bridgeport Walter William Curtis.
La maggior parte degli islandesi appartiene alla Chiesa nazionale d'Islanda. All'epoca vi erano appena 1700 cattolici romani, nove sacerdoti e 47 religiose. La diocesi possedeva due scuole. La maggior parte dei fedeli sono sparsi lungo la linea di costa e il rimanere in contatto con la comunità fu una delle sfide che monsignor Jolson affrontò. Un'altra era la lingua. Monsignor Jolson parlava infatti il norvegese, non l'islandese, sebbene la maggior parte degli islandesi parli l'inglese. La sua azione pastorale diede un posto importante all'accoglienza degli stranieri che formano la maggioranza dei cattolici dell'isola.
Il 3 e il 4 giugno 1989 la sua diocesi ricevette la visita di papa Giovanni Paolo II.
Morì al Mercy Hospital di Pittsburgh il 21 marzo 1994 all'età di 65 anni per complicazioni dopo un intervento di by-pass cardiaco. È sepolto nel cimitero della cattedrale di Cristo Re a Reykjavík.

## Genealogia episcopale
La genealogia episcopale è:
- Cardinale Scipione Rebiba
- Cardinale Giulio Antonio Santori
- Cardinale Girolamo Bernerio, O.P.
- Arcivescovo Galeazzo Sanvitale
- Cardinale Ludovico Ludovisi
- Cardinale Luigi Caetani
- Cardinale Ulderico Carpegna
- Cardinale Paluzzo Paluzzi Altieri degli Albertoni
- Papa Benedetto XIII
- Papa Benedetto XIV
- Papa Clemente XIII
- Cardinale Enrico Benedetto Stuart
- Papa Leone XII
- Cardinale Chiarissimo Falconieri Mellini
- Cardinale Camillo Di Pietro
- Cardinale Mieczysław Halka Ledóchowski
- Cardinale Jan Maurycy Paweł Puzyna de Kosielsko
- Arcivescovo Józef Bilczewski
- Arcivescovo Bolesław Twardowski
- Arcivescovo Eugeniusz Baziak
- Papa Giovanni Paolo II
- Cardinale John Joseph O'Connor
- Vescovo Alfred James Jolson, S.I.